# De hooitijd

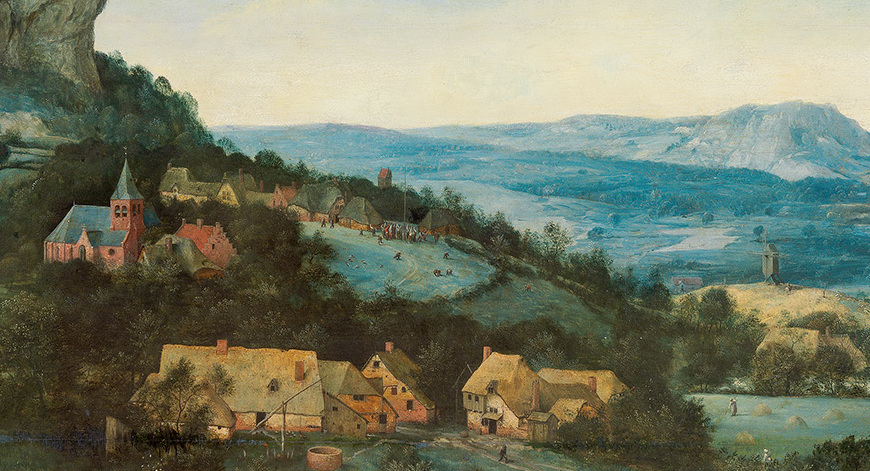
Het dorp met centraal de gaaischieters

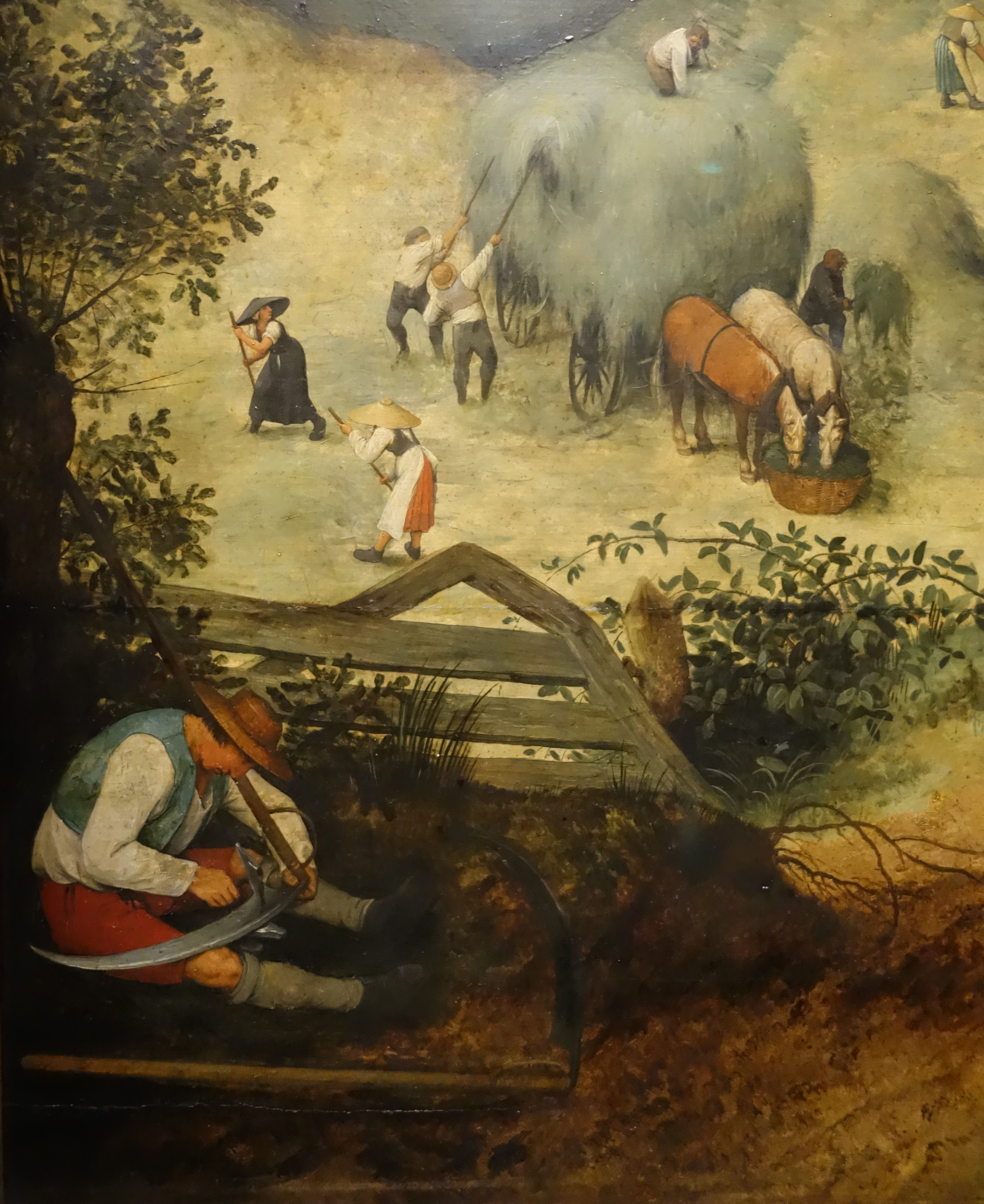
Met de haarhamer in de rechterhand bewerkt de boer een zeis voor linkshandigen. Schuilt hier een betekenis in? Beneden hem de hooiwagen.

De hooitijd is een paneel dat Pieter Bruegel de Oudere schilderde in 1565 als het onderdeel juni-juli van zijn jaargetijdenreeks De twaalf maanden. Het werk, dat wordt gerekend tot de Renaissance in de Nederlanden, behoort tot de collectie van het Paleis Lobkowicz in Praag. Het is het enige niet-gesigneerde schilderij van de vijf die bewaard zijn.

## Beschrijving
Het horizontaal opgebouwde schilderij ademt een sfeer die licht en vredig is als de zomerlucht. De voorgrond wordt gevormd door een aardeweg waarop een vijftal marktgangers zich naar rechts bewegen, voorbij een Mariakapelletje op een staak. Ze worden op hun rug gezien op zodanige manier dat de volle manden met kersen die ze op hun hoofden dragen wel hun hoofden líjken. Nog meer rijke oogst wordt op een slee voortgetrokken door een paard, bestuurd door een vrouw in amazonezit. Drie vrouwen van verschillende leeftijden met rakels gaan de andere kant uit. De rechtse kijkt stuurs voor zich uit terwijl de middelste opgewekt oogcontact maakt met de kijker. Voor hen wordt het beeldvlak afgesloten door een zittende boer die een zeis scherpt. De drie vrouwen zullen door een poortje afdalen naar de hooiweiden, die deels worden bedekt door de steil aflopende voorgrond. Het tweede plan wordt volledig ingenomen door de lumineuze, geelgroene hooiweiden. Werkers maaien en rakelen het hooi op hopen, terwijl anderen het hoog optasten op een wagen. Iedereen is geabsorbeerd in zijn arbeid.
Erboven zien we bomen en de verspreide huizen van het dorp, waar de mensen zich verdringen voor het gaaischieten. Op een gele heuvel verheft zich een windmolen. Daarnaast voert een stroom langs een versterkte stad richting zee. De koudere tonen zorgen voor dieptewerking. De rechterkant van het paneel wordt ingenomen door een grote eik. Tegen de steile rots linksboven kleven kloostergebouwen en op de top staat een kasteel. Twee ruiters zijn aan het naderen.

## Locatie
De Maanden zijn gemaakt voor Nicolaas Jonghelinck en werden in 1594 aangekocht door de stad Antwerpen als geschenk voor landvoogd Ernst van Oostenrijk. Door vererving kwamen ze in de keizerlijke collectie. De hooitijd raakte waarschijnlijk van de overige panelen gescheiden kort nadat de reeks in de jaren 1720 uit de galerij werd verwijderd. In 1784 is het werk voor het eerst geïnventariseerd in het bezit van de familie Lobkowicz. Het reisde door hun residenties in Wenen, Bílina en Roudnice nad Labem, om uiteindelijk te worden geconfisqueerd voor het Führermuseum. Na de restitutie in 1946 kwam het terecht in de Nationale Galerij van Praag. Sinds 2007 hangt het in Paleis Lobkowicz.